# Swetman House
La Swetman House (ou Swetmann House) est une résidence historique située à Seward, dans l'État américain d'Alaska. Elle a été construite en 1916, et était à l'origine située au pied du Mont Marathon (en). En 1920 ou 1921, le propriétaire, Gerhard « Stucco » Johnson, vend la maison au pharmacien Elwyn Swetman, qui décide de transférer le bâtiment à sa situation actuelle. La propriété a été ajoutée dans le Registre national des lieux historiques le 17 février 1978.

## Histoire
Gerhard Johnson était un artiste, artisan et constructeur de maisons à Seward. Son usage massif de stuc dans ses constructions et travaux lui a valu le surnom de « Stucco Johnson ». Il était impliqué dans la création de deux grandes banques alaskaines, la Banque nationale d'Alaska (en) et la First National Bank of Anchorage (en). Au début du XXe siècle, il part de New York, où il était homme d'affaires, et s'installe à Seward. En 1916, il construit sa propre maison à la place d'une exploitation laitière du nord de la ville,.
En 1920, Johnson vend la maison au pharmacien Elwyn Swetman, qui s'était installé à Seward un an plutôt. Celui-ci décide de transférer le bâtiment sur sa propriété, à son emplacement actuel,. En 1921, Elwyn se marie avec Viola Triplett, une institutrice originaire de Spokane, dans l'état de Washington. Il meurt en 1951 et, à la suite de la mort de sa femme en 1976, la propriété est transmise selon un testament à la librairie publique de Seward, qui revend la maison à un acheteur privé en 1979.

## Description
La maison est rectangulaire et mesure 5,3 m de large sur 7,6 m de long. À son emplacement actuel, la Swetman House repose sur un sol en béton. Elle possède deux étages ainsi qu'un grenier. Elle est surnommée le « bijou architectural de Seward ».